# 극저온
극저온 상태는 어떤 물질의 온도가 절대 영도에 가까운 상태이다.
극저온 상태에서는 '초전도 현상'과 '초유동 현상'이 나타난다. 초전도(Superconductivity)란 어떤 온도(전이온도) 이하에서는 전기 저항이 0이 되는 현상을 말한다. 또 초유동(superfluidity)이란 액체의 점성 저항이 0이 되는 현상이다. 예를 들어 액체 헬륨은 2.2K (약 -271 °C) 이하로 냉각시키면 초유동 상태가 된다. 초전도와 초유동은 극저온에서 나타나는 특이한 현상으로, 원자 수준의 미시 세계에서 나타나는 양자 현상이 거시 세계에서 관찰되는 경우다.